# Медаль «За прохід до Швеції через Торнео»
Медаль «За прохід до Швеції через Торнео» — медаль Російської імперії, якою нагороджувались солдати, що брали участь у поході до Швеції через Торнео під час російсько-шведської війни 1808–1809 років.

## Історія
Медаль було започатковано 14 квітня 1809 року імператором Олександром I у зв'язку з військовими успіхами російської армії під час російсько-шведської війни.
Медаллю нагороджувались солдати загону Павла Шувалова, учасники походу до Швеції узбережжям Ботнічної затоки через місто Торнео (нині Торніо, Фінляндія) та однойменну річку (нині — Турнеельвен). Під час походу біля села Калікс був оточений та склав зброю великий загін шведських військ.

## Опис
Медаль було виготовлено зі срібла. Діаметр становив 29 мм. Гурт — гладкий. На аверсі медалі був зображений вензель імператора Олександра I, над ним — велика імператорська корона. На зворотному боці медалі — горизонтальний напис у п'ять рядків:
ЗА
ПРОХОДЪ
ВЪ ШВЕЦЇЮ
ЧРЕЗЪ ТОРНЕО
1809.
Колом уздовж краю медалі зображувалась низка дрібних намистинок. Над датою «1809» — фігурна риска.
Медалі карбувались на Санкт-Петербурзькому монетному дворі у жовтні 1809 року. Разом було виготовлено 6269 медалей.

## Порядок носіння
Медаль мала вушко для закріплення на стрічці. Носити медаль було слід на грудях. Стрічка медалі — Андріївська.

## Галерея

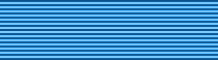
Стрічка